# Mullalyup
Mullalyup is een plaatsje in de regio South West in West-Australië.

## Geschiedenis
In 1866 tekende de latere premier van West-Australië, John Forrest, de naam van een waterloop in de streek op, de 'Mullalyup Brook'. Dat jaar was John Bovell een van de eerste pioniers die zich in de streek vestigde. Toen hij in de jaren 1880 als politieagent op pensioen ging nam hij er de Blackwood Inn over.
Mullalyup was een van de oorspronkelijke stations van de spoorweg tussen Donnybrook en Bridgetown, toen die in 1898 opende. Het werd toen in de volksmond nog 'Bovell's Place' genoemd. In 1901 werd het plaatsje Mullalyup er officieel gesticht en naar de waterloop vernoemd. De naam is Aborigines van oorsprong en zou "plaats waar jonge mannen hun neuzen piercen" hebben betekend.
In december 1918 werd er een 4 meter hoge obelisk als herdenkingsmonument voor de gesneuvelden uit de Eerste Wereldoorlog onthuld.

## Beschrijving
Mullalyup maakt deel uit van het lokale bestuursgebied (LGA) Shire of Donnybrook-Balingup, waarvan de hoofdplaats Donnybrook is.
In 2021 telde Mullalyup 149 inwoners.
De historische Blackwood Inn is een B&B.

## Transport
Mullalyup ligt langs de South Western Highway, 225 kilometer ten zuiden van de West-Australische hoofdstad Perth, 25 kilometer  ten zuidoosten van Donnybrook en iets meer dan 5 kilometer ten noordwesten van Balingup. De SW2-busdienst van Transwa tussen Perth en Pemberton doet Mullalyup enkele keren per week aan.
De spoorweg die langs Mullalyup loopt, en deel uitmaakt van het goederenspoorwegnetwerk van Arc Infrastructure, is niet meer in gebruik.

## Klimaat
Mullalyup kent een gematigd mediterraan klimaat, CSb volgens de klimaatclassificatie van Köppen. De gemiddelde jaarlijkse temperatuur bedraagt er 15,7 °C en de gemiddelde jaarlijkse neerslag ongeveer 560 mm.